# Partito Ecologista (Francia)
Il Partito Ecologista (in francese Parti écologiste, PE o PÉ), fondato inizialmente con il nome Ecologisti! (Écologistes!), è un partito politico francese di centro-sinistra che sostiene idee filo-europee, creato il 2 settembre 2015 da François de Rugy, presidente del gruppo Europa Ecologia I Verdi (EELV) all'Assemblea nazionale e Jean-Vincent Placé, presidente del gruppo EELV al Senato.
Questo partito è stato inizialmente creato come reazione alla decisione presa dall'EÉLV di stringere alleanze con il Fronte di Sinistra. L'obiettivo dei fondatori dell'UDE era quello di creare un partito riformista di centro-sinistra, che accettasse la globalizzazione e l'economia di mercato e sostenesse il presidente François Hollande. I fondatori dell'UDE dichiararono di voler diventare un forte alleato del Partito Socialista e si posero l'obbiettivo di attrarre persone dall'EÉLV o dal Movimento Democratico. 
Dal 2017 il partito fa parte de La République en marche !.

## Nelle istituzioni

### Ministri e segretari di Stato
Governo Valls II e Cazeneuve:
- Emmanuelle Cosse, ministro dell'edilizia abitativa (2016-2017)
- Jean-Vincent Placé, segretario di Stato per la semplificazione e la riforma dello Stato (2016-2017)
- Barbara Pompili, segretario di Stato per la biodiversità (2016-2017)

Governo Philippe II:
- François de Rugy, ministro della transizione ecologica e inclusiva (2018-2019)

Governo Castex:
Barbara Pompili, ministro della transizione ecologica (2020-2022)
Crea il nuovo partito En commun nel 2020 dall'ala ecologista dei Macronisti